# 67 Близнецов
67 Близнецов (лат. 67 Geminorum, HD 60081) — одиночная звезда в созвездии Близнецов на расстоянии приблизительно 655 световых лет (около 201 парсека) от Солнца. Видимая звёздная величина звезды — +6,63m.

## Характеристики
67 Близнецов — оранжевая звезда спектрального класса K0. Радиус — около 12,77 солнечных, светимость — около 116,22 солнечных. Эффективная температура — около 4871 К.